# 日欧商事
日欧商事（にちおうしょうじ）は、東京都港区に本社を置く、食品と酒類の輸入商社である。

## 事業所
- 東京本社
  - 〒105-0014 東京都港区芝三丁目2-18 NBF芝公園ビル4F
- 大阪営業所
  - 〒550-0011 大阪府大阪市西区阿波座1-6-13 カーニープレイス本町7F
- 名古屋営業所
  - 460-0008 愛知県名古屋市中区栄2-9-26 ポーラ名古屋ビル4F
- 福岡営業所
  - 〒810-0041 福岡県福岡市中央区大名1-9-33 ソロン赤坂ビル3F
- 札幌営業所
  - 〒001-0010 北海道札幌市北区北10条西4丁目1-19 楠本第10ビル4F